# ميلان (جورجيا)
ميلان (بالإنجليزية: Milan, Georgia)‏ هي بلدة تقع في مقاطعة تيلفير, مقاطعة دوج بولاية جورجيا في الولايات المتحدة. تبلغ مساحتها 8.1 (كم²)، وترتفع عن سطح البحر 95 م، بلغ عدد سكانها 1012 نسمة في عام 2000 حسب إحصاء مكتب تعداد الولايات المتحدة وتصل الكثافة السكانية فيها 124.9 نسمة/كم2.

## أعلام
- وين كوبر

## وصلات خارجية
- The US50 - Cities and Towns in Georgia State
- Georgia Cities and Towns, Facts, Map, Flag, Colleges, Government, and More